# Silent Years

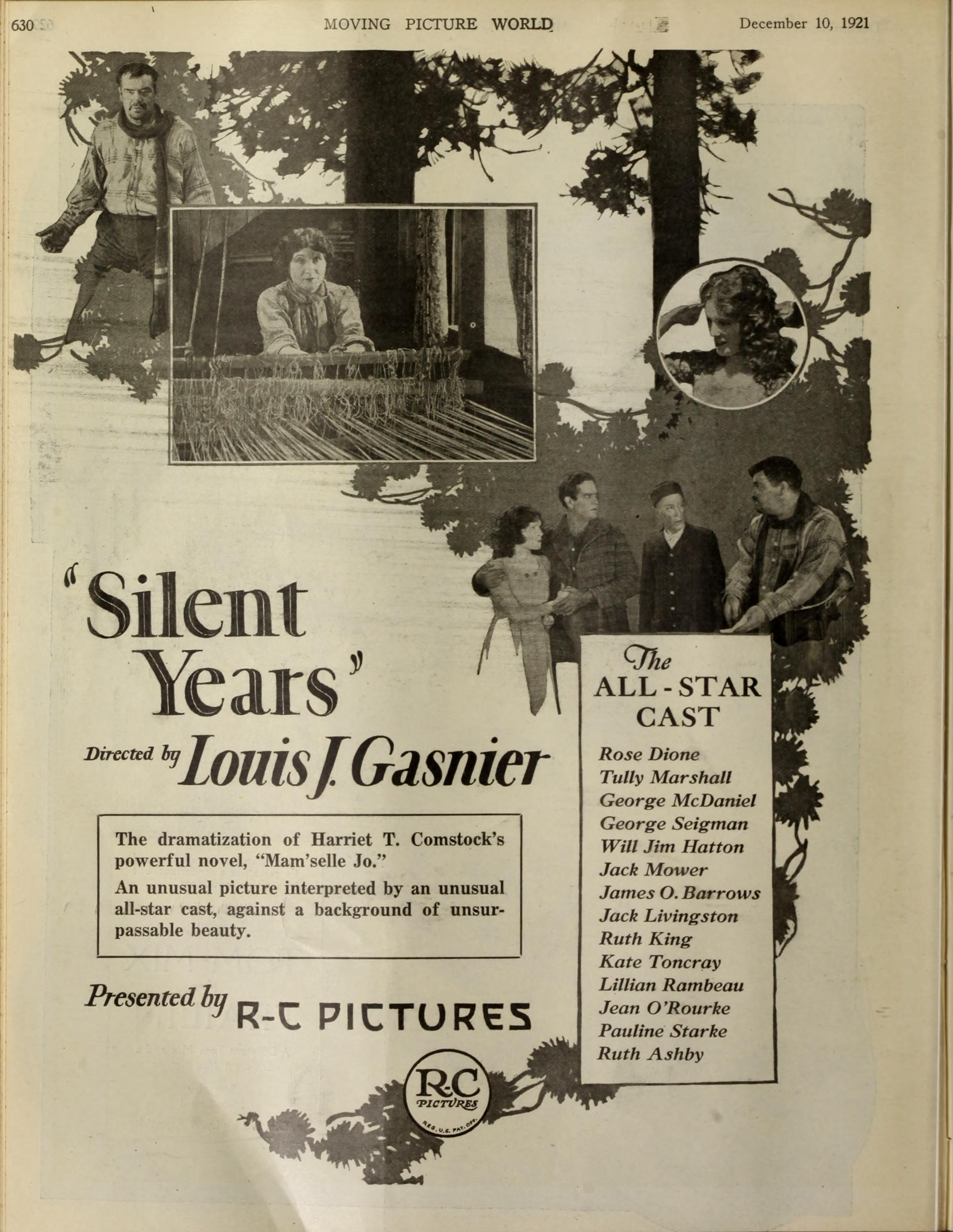
Annonce du film dans Moving Picture World.

Silent Years est un film américain réalisé par Louis Gasnier et sorti en 1921.

## Fiche technique
- Réalisation : Louis Gasnier
- Scénario : Winifred Dunn, Eve Unsell d'après un roman de Harriet T. Comstock paru en 1918[1]
- Photographie : Joseph A. Dubray
- Société de production : Robertson-Cole Pictures Corporation
- Distributeur : Film Booking Offices of America
- Durée : 60 minutes
- Date de sortie : 
  - États-Unis : 27 novembre 1921

## Distribution
- Rose Dione : Mam'selle Jo Morey
- Tully Marshall : Captain Longville
- George A. McDaniel : Henry Langley
- George Siegmann : Pierre Gavot
- Will Jim Hatton : Young Tom Gavot
- Jack Mower : Tom Gavot
- James O. Barrows : Father Mantelle
- Jack Livingstone : James Norvall
- Ruth King : 	Mary Malden
- Kate Toncray : Marcel Longville
- Lillian Rambeau : Mrs. Lindsay
- Jean O'Rourke : Young Donelle
- Ruth Ashby : Mrs. Norval